# Hello Young Lovers
Hello Young Lovers (с англ. — «Здравствуйте, молодые влюблённые») — двадцатый студийный альбом калифорнийской группы «Sparks», выпущен в 2006 году.

## Об альбоме
Hello Young Lovers был издан на CD и LP. В коммерческом отношении он стал самым успешным для «Sparks» с семидесятых годов, и вошёл в UK Albums Chart (где достиг 66 места). В США в рамках поддержки альбома был выпущен EP с песней «Dick Around»; в Великобритании же вышли два сингла — «Perfume»/«(Baby, Baby) Can I Invade Your Country» (80 место в UK Singles Chart) и «Dick Around»/«Perfume». «Dick Around» был снят с ротации на Би-би-си из-за непристойного названия, но после личного обращения братьев Мэйл запрет был снят.

## Список композиций
Все песни написаны Роном и Расселом Мэйлами, если не указано иное.
| №   | Название | Длительность |
| --- | --- | ------------ |
| 1.  | «Dick Around» | 6:35         |
| 2.  | «Perfume» | 4:59         |
| 3.  | «The Very Next Fight»                                                                                            | 5:18         |
| 4.  | «(Baby, Baby) Can I Invade Your Country» (Авторы — Рон и Рассел Мэйл с использованием текста Фрэнсиса Скотта Ки) | 5:56         |
| 5.  | «Rock, Rock, Rock»                                                                                               | 5:10         |
| 6.  | «Metaphor» | 4:03         |
| 7.  | «Waterproof» | 4:17         |
| 8.  | «Here Kitty» | 4:26         |
| 9.  | «There's No Such Thing As Aliens»                                                                                | 2:53         |
| 10. | «As I Sit To Play The Organ At The Notre Dame Cathedral»                                                         | 7:02         |

## В записи принимали участие
- Рассел Мэйл — вокал
- Рон Мэйл — клавишные, оркестровка
- Тэмми Гловер — ударные
- Дин Мента — гитара
- Джон Томас — монтаж
- Стив Макдональд — дополнительный бас